# Beukwilg

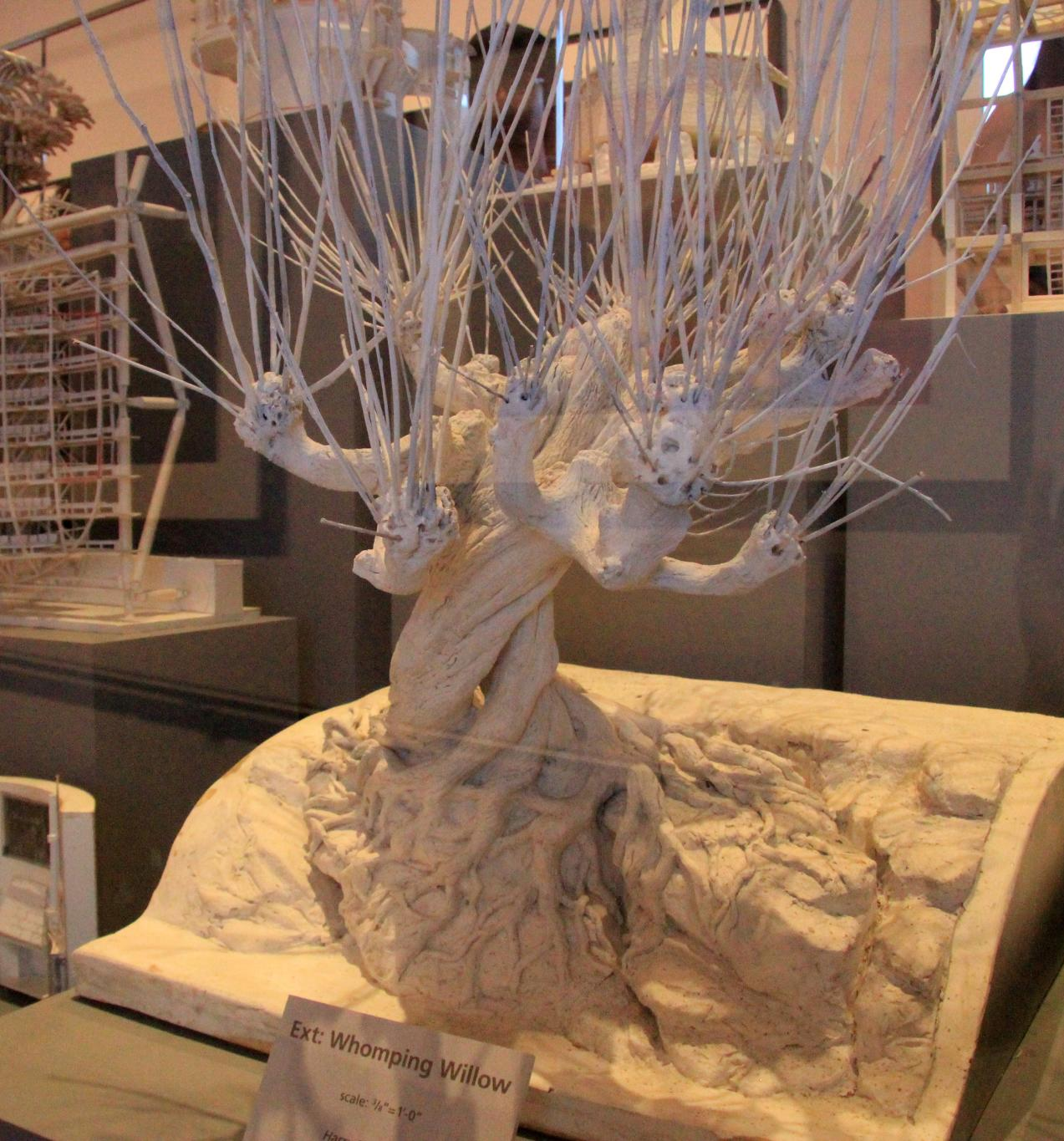
Ontwerp van de Beukwilg voor de Harry Potter-films

De Beukwilg (Engels: Whomping Willow) is een boom die op het terrein staat van Zweinstein, de toverschool uit de Harry Potterboekenreeks van de Britse schrijfster J.K. Rowling.
Het is een boom die begint te slaan en te beuken als er iets of iemand te dicht in de buurt komt. Hij is geplant in het jaar dat Remus Lupos op school kwam, en is gesitueerd boven de ingang van de geheime tunnel die naar het Krijsende Krot leidt. Remus Lupos, een weerwolf, ging bij elke volle maan door die tunnel om ongestoord in een weerwolf te kunnen transformeren zonder het risico iemand aan te vallen. Door op de knoest onderaan de Beukwilg te drukken wordt de boom tijdelijk verlamd. Lupos kon zo ongehinderd de tunnel binnengaan.
In het tweede boek landen Harry en Ron met de vliegende auto van Arthur Wemel, Rons vader, in de Beukwilg. Ze houden er uiteindelijk alleen een kapotte auto aan over, en een fikse reprimande van Professor Anderling.
In het derde boek wordt Harry tijdens een Zwerkbalwedstrijd aangevallen door Dementors. Hij valt van een grote hoogte van zijn bezem. Deze vliegt weg, raakt de Beukwilg en wordt vervolgens in stukken geslagen. Later in dit boek komen Harry, Ron en Hermelien bij de boom terecht en ontdekken ze de geheime tunnel naar het Krijsende Krot en de manier waarop de Beukwilg kan worden verlamd.
In het zevende boek komt Harry voor de laatste keer bij de Beukwilg, wanneer hij ontdekt dat Voldemort ondergedoken leeft in het Krijsende Krot.